# Arkys roosdorpi
Espèce
Synonymes
- Archemorus roosdorpi Chrysanthus, 1971

Arkys roosdorpi est une espèce d'araignées aranéomorphes de la famille des Arkyidae.

## Distribution
Cette espèce est endémique de Nouvelle-Guinée occidentale en Indonésie,. Elle se rencontre vers les lacs Wissel.

## Description
La carapace de la femelle holotype mesure 3,5 mm de long sur 3,6 mm et l'abdomen 4,8 mm de long sur 9,0 mm.

## Étymologie
Cette espèce est nommée en l'honneur de W. J. Roosdorp.

## Publication originale
- Chrysanthus, 1971 : Further notes on the spiders of New Guinea I (Argyopidae). Zoologische Verhandelingen vol. 113, p. 1-52.